# Johann Schnewly
Johann Schnewly († 25. November 1539) war Abt des Klosters Wettingen.

## Leben
Johann Schnewly von Altstetten bei Zürich war zur Zeit des Wechsels der Mönche zum reformierten Glauben 1529 Beichtvater im Kloster Wurmsbach am oberen Zürichsee. Nach der Schlacht von Kappel (11. Oktober 1531) wurde er von den siegreichen 
katholischen Orten an die Spitze der wenigen (vier) katholisch gebliebenen Mitbrüder gestellt und hielt am 25. November 1531 in der Klosterkirche wieder den ersten katholischen Gottesdienst. 1532 wurde er von den Eidgenossen zum Schaffner bestellt und im Frühsommer 1534 zum Abt. Er nahm neue Mitbrüder auf und versuchte, die Wirtschaftslage des verschuldeten Klosters zu verbessern. 
Nach der Wettinger Überlieferung war er es, der den großen Brand des Klosters am 11. April 1507 verursacht hat, indem beim Abbrennen eines von ihm veranstalteten Feuerwerks eine Rakete sich am Schindeldach des Klosters festsetzte.
Er starb am 25. November 1539 und wurde in der St.-Bernhards-Kapelle der Klosterkirche beigesetzt.